# Holy Trinity Episcopal Church (Stirling)

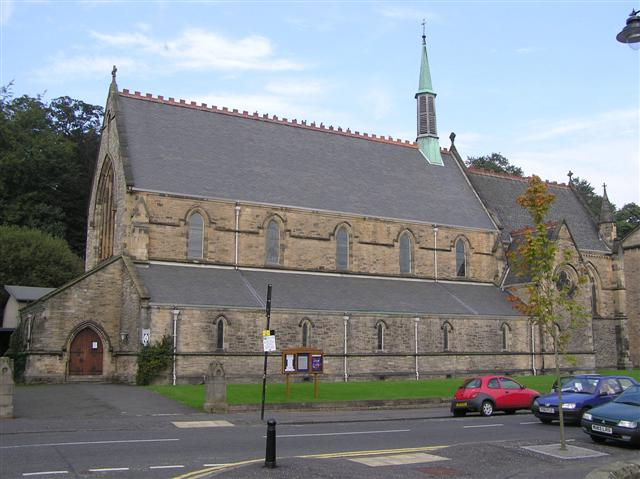
Holy Trinity Episcopal Church

Die Holy Trinity Episcopal Church ist ein anglikanisches Kirchengebäude in der schottischen Stadt Stirling in der gleichnamigen Council Area. 1965 wurde das Bauwerk in die schottischen Denkmallisten zunächst in der Kategorie aufgenommen. Die Hochstufung die höchste Denkmalkategorie A erfolgte 1997.

## Geschichte
Im Laufe der mehrere Jahrhunderte umfassenden Geschichte der Kirchengemeinde, nutzte sie verschiedene Kirchengebäude innerhalb der Stadt. Die heutige Holy Trinity Church wurde zwischen 1875 und 1878 nach einem Entwurf des schottischen Architekten Robert Rowand Anderson erbaut. Um 1951 wurde ein Bleiglasfenster der bedeutenden britischen Glaskünstlerin Margaret Chilton eingesetzt.

## Beschreibung
Die Holy Trinity Episcopal Church steht an der Straße Albert Place (A811) im Nordwesten Stirlings. Die Kreuzbasilika ist neogotisch ausgestaltet. Ihr Mauerwerk besteht aus Bruchstein, der zu ungleichen Quadern behauen wurde. Das Langhaus ist fünf Achsen weit. Es sind Spitzbogenfenster verbaut. Im Inneren zeigt sich ein Schichtenmauerwerk aus Backstein. Abwechselnde runde und oktogonale Säulen spannen Rundbögen auf. Der von Robert Lorimer überarbeitete Chor verfügt nicht über Seitenschiffe. Die oktogonale Marmorkanzel ist mit Vierpässen ausgestaltet.